# 더 블러드라인 (프로레슬링)
더 블러드 라인(영어: The Bloodline) 또는 더 패밀리는 2015년 11월 30일부터 활동 중인 WWE의 선역 스테이블이다. 로만 레인즈, 딘 앰브로스, 디 우소즈의 4인조로 구성되어 있었으나 딘 앰브로스는 케빈 오웬스, 크리스 제리코 등과의 대립으로 인해 빠지게 되고 러와 스맥다운이 갈라지면서 3인조로 재편되었다. 그럼에도 불구하고 메니저인 폴 헤이먼을 중심으로 세미 제인과 솔로 시코아를 새 멤버로 영입하고 6인조로 바뀌었다 그후 드웨인 존슨을 새 맴버로 영입하였다

## 탈퇴
- 딘 앰브로스